# Bodiluddelingen 1967
Bodiluddelingen 1967 blev afholdt i 1967 i Imperial i København og markerede den 20. gang at Bodilprisen blev uddelt.

## Vindere
| Bedste mandlige hovedrolle                  | Bedste kvindelige hovedrolle     |
| ------------------------------------------- | -------------------------------- |
| - Per Oscarsson for Sult                    | - Lone Hertz for Utro            |
| Bedste mandlige birolle                     | Bedste kvindelige birolle        |
| - Kjeld Jacobsen for Der var engang en krig | - ikke uddelt                    |
| Bedste danske film                          | Bedste ikke-europæiske film      |
| - Sult af Henning Carlsen                   | - Den ubesejrede af Satyajit Ray |
| Bedste europæiske film                      | Bedste dokumentarfilm            |
| - Blondinens kærlighed af Milos Forman      | - Knud af Jørgen Roos            |

## Øvrige priser

### Æres-Bodil
- Peter Refn (biografdirektør) for Cameras (Grand Teatrets) kunstneriske og lødige repertoire og sin import af kvalitetsfilm